# Plavání

Animace plavání žáby

Plavání je pohyb, pomocí kterého se lidé a zvířata dokážou přemisťovat ve vodě pohyby vlastního těla bez kontaktu se dnem. Jazykové kodifikační příručky českého jazyka přiřazují stejnému výrazu i význam pasivní, tedy plování těles, přičemž sloveso „plování“ označují za zastaralou verzi téhož slovesa rovněž pro oba významy, aktivní i pasivní. Pro pohyb plavidel se oddělil samostatný pojem plavba, tvary slovesa plout se používají i pro plutí ledů.

## Historie plavání lidí
První historické záznamy, ukazující, že lidé uměli plavat, pocházejí ze starověkého Egypta. Ve starověku nedosáhlo plavání vrcholu v Egyptě, ale v Řecku a Římě, kde bylo součástí vzdělání.
Ve středověku uváděl již německý kazatel Johann Rothe (cca 1360–1434) ve svém díle Ritterspiegel okolo roku 1410 plavání na zádech i na břiše jako jednu z dovedností přípravy k rytířství. U ostatních vrstev obyvatelstva nebylo plavání podporováno. K plavání se vrátili až humanisté, kteří studovali antická díla, ve kterých se dozvěděli o způsobech plavání. Na toto téma vznikla různá pojednání a v roce 1538 sepsal Nicolas Wynman první učebnici plavání. Tento sport získával čím dál více na oblibě, později začaly vznikat plavecké školy nebo byl zařazen do vyučování v běžných vzdělávacích institucích. V období romantismu nabylo plavání nového významu jako sportovní disciplína.

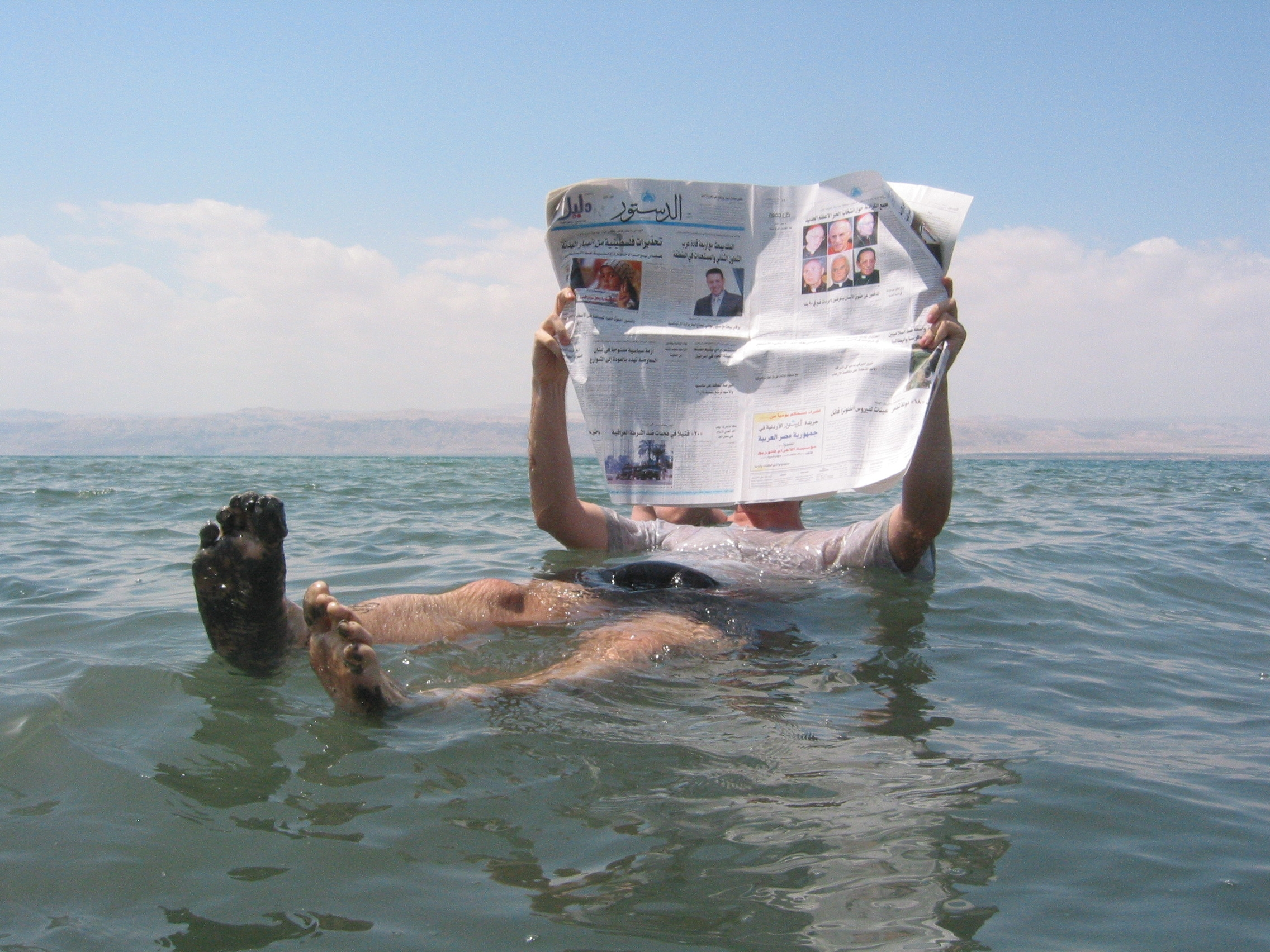
V silně slané vodě Mrtvého moře k udržení těla nad hladinou není plavání zapotřebí

## Plavecké způsoby

### Prsa
Prsa jsou v plavání jedna z plaveckých technik. Tento plavecký způsob připomíná plavání žab. Člověk plave na břiše, rukama se odráží do stran a zezadu se odráží nohama.

### Kraul
Během plavání kraulem se postava plavce nachází v téměř vodorovné poloze vzhledem k hladině, což má za následek minimální odpor. Během kraulu jsou pohyby vedeny tak, že nedochází ke vzniku brzdění plavce a jeho následný pohyb končetin jen dodává další rychlost a tím plavec rovnoměrně zrychluje. Kraul je nejrychlejší plavecký způsob, který existuje. Pokud by se kraul bral jako 100 %, tak na další plavecké způsoby připadají hodnoty následující: pro motýlka 93 %, znak 89 % a prsa 79 %.

### Motýlek
Motýlek se plave po břiše hlavou dolů. Po startu či po obrátkách je využíváno delfíního vlnění, které při dobře zvládnuté technice může pozitivně ovlivnit čas. Po vynoření z vody se vytahují obě ruce současně a pohybují se dopředu k hlavě a podél ní se vrací pod vodu. Následně se podél těla pohybují po co nejdelší dráze.

## Oblečení na plavání
Lidé (pokud nevyznávají nudismus) si na pobyt ve vodě a u vody (bazén, koupaliště, pláž) oblékají plavky.